# NGC 1214
NGC 1214 (również PGC 11675 lub HCG 23A) – galaktyka spiralna (S0-a), znajdująca się w gwiazdozbiorze Erydanu. Odkrył ją Lewis A. Swift 21 października 1886 roku. Wraz z galaktykami NGC 1215, NGC 1216 i PGC 11673 należy do zwartej grupy galaktyk Hickson 23 (HCG 23).